# Oxia Chaos
Oxia Chaos és una estructura geològica del tipus chaos a la superfície de Mart, situada amb el sistema de coordenades planetocèntriques a 0.42 ° de latitud N i 320.29 ° de longitud E. Fa 24.12 km de diàmetre. El nom va ser fet oficial per la UAI l'any 2003 i el pren d'una característica d'albedo.